# Galápagosduva
Galápagosduva (Zenaida galapagoensis) är en fågel i familjen duvor inom ordningen duvfåglar.

## Utbredning och systematik
Galápagosduva delas in i två underarter:
- Zenaida galapagoensis galapagoensis – förekommer i torrare delar av Galápagosöarna
- Zenaida galapagoensis exsul – förekommer på Galápagosöarna Darwin och Wolf

## Status
IUCN kategoriserar arten som nära hotad.

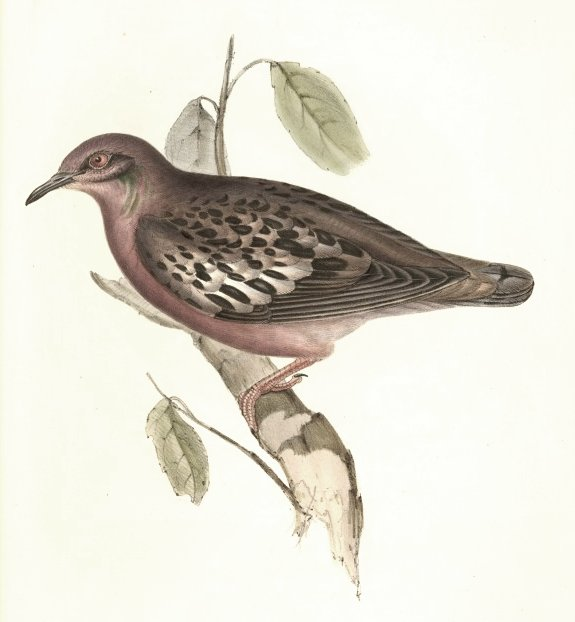